# Bataille de Haslach-Jungingen
Troisième Coalition
Batailles
Batailles navales
- Rocher du Diamant (1805)
- Cap Finisterre (1805)
- îles Chausey (1805)
- Trafalgar (1805)
- Cap Ortegal (1805)

Campagne d'Allemagne (1805) : opérations en Bavière - Autriche - Moravie
- Donauwörth
- Wertingen
- Günzburg
- Haslach-Jungingen
- Memmingen
- Elchingen
- Nerenstetten
- Neresheim
- Ulm
- Ried
- Lambach
- Bodenbichl
- Steyr
- Amstetten
- Mariazell
- Dürenstein
- Hollabrunn (Schöngrabern)
- Wischau
- Austerlitz

Campagne d'Italie (1805) : Opérations en Italie du Nord
- Vérone
- Caldiero
- Forano
- Castelfranco Veneto

Invasion de Naples (1806)
- Gaète
- Campo Tenese
- Maida
- Lauria
- Maratea
- Amantea
- Mileto

La Bataille de Haslach-Jungingen (ou d'Albeck), eut lieu le 11 octobre 1805 à Ulm-Jungingen (de) au Nord d'Ulm près du Danube, elle fait partie des guerres de la Troisième Coalition.

## Ordre de bataille
Empire français
- 9e régiment d'infanterie légère
- 96e régiment d'infanterie de ligne
- 32e régiment d'infanterie de ligne
- 1er régiment de hussards
- 15e régiment de dragons
- 17e régiment de dragons

## Déroulement
Le général de division Pierre Dupont de l'Étang passa le Rhin à Lauterbourg le 26 septembre 1805. Dupont avait la garde de la rive nord du Danube, et pensait que la garnison autrichienne stationnée là n'était que des renforts, et non pas une armée entière. 
Cependant, s'approchant d'Ulm le 11 octobre, Dupont trouva le maréchal autrichien Karl Mack von Lieberich à la tête de 25 000 hommes, dont près de la moitié appartenait à la cavalerie. Dupont pensa que se retirer aurait incité les Autrichiens à le poursuivre et à détruire sa division, c'est pour cela qu'il choisit d'attaquer l'ennemi malgré son infériorité numérique. L'archiduc, renonçant à une attaque de front, essaya les deux ailes de la petite armée. Sur la droite de Dupont, le petit village de Jungigen fut pris et repris cinq fois.
Au fur et à mesure que la bataille se déroulait, le maréchal Mack vint à penser que les troupes françaises qu'il affrontait faisaient partie, non pas d'un groupe isolé, mais d'un corps d'éclaireurs, c'est pour cette raison qu'il n'engagea pas toutes ses réserves dans la bataille. 
Cette erreur d'appréciation permit à Dupont de tenir tête aux Autrichiens jusqu'à la tombée de la nuit, puis il tira profit de l'obscurité pour se retirer sur Albeck avec 4 000 prisonniers Autrichiens. Il fut ensuite rejoint par le VIe Corps sous les ordres du maréchal Ney, qui connaissait à présent la position des forces autrichiennes.